# 나가하마촌 (오카야마현 고지마군)
나가하마촌(長浜村)은 오카야마현 고지마군에 있던 촌이다. 현재의 구라시키시의 일부에 해당한다.

## 역사
- 1889년 6월 1일 - 정촌제 시행에 의해 고지마군 나가하마촌이 성립하였다.
- 1907년 10월 1일 - 소자정과 합병해 시모쓰이정이 성립하여 폐지되었다.

## 참고문헌
- 角川日本地名大辞典 33 岡山県
- 『市町村名変遷辞典』東京堂出版、1990年。